# 1844
1844 (MDCCCXLIV) a fost un an bisect al calendarului gregorian, care a început într-o zi de luni.

## Evenimente

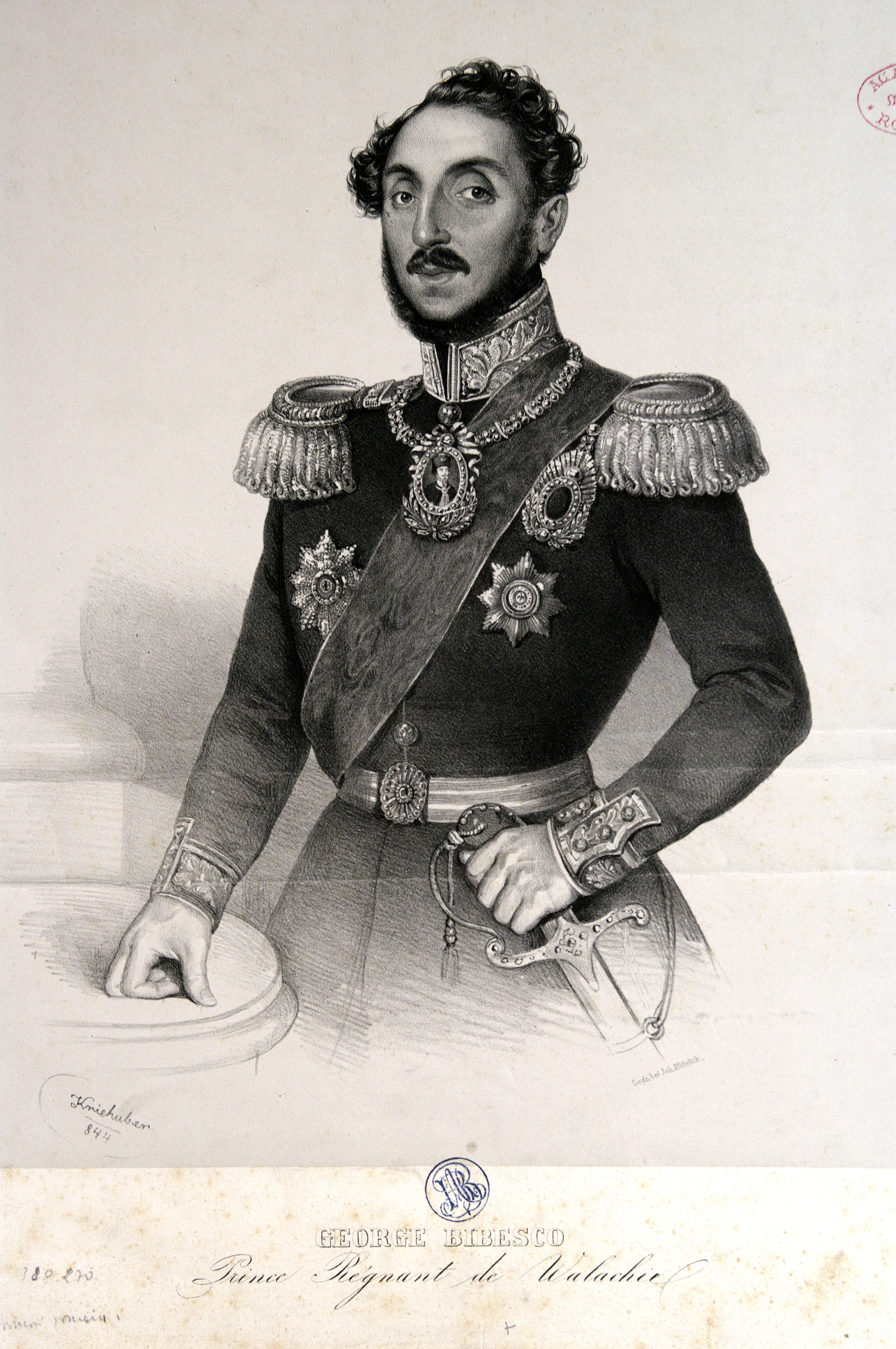
Domnitorul Gheorghe Bibescu o pune sub interdicție pe soția sa Zoe și obține divorțul, care îi permite să se căsătorească cu Marițica (născută Văcărescu), fosta soție a spătarului Costache Ghica, fratele mai mic al fostului domnitor Alexandru D. Ghica.

### Ianuarie
- 31 ianuarie: Emanciparea țiganilor aparținând așezămintelor bisericești și mănăstirilor de către Mihail Sturdza, Domnul Moldovei (1834-1849). La 14 ianuarie 1844, au fost eliberați și țiganii robi ai statului.

### Februarie
- 27 februarie: Republica Dominicană își câștigă independența față de Haiti.

### Martie
- 8 martie: În urma decesului tatălui său Carol al XIV-lea Ioan al Suediei, Oscar I accede la tronurile Suediei și Norvegiei pe care le va conduce 15 ani.
- 13 martie: Carlos Antonio Lopez devine lider al Paraguayului.

### Iunie
- 15 iunie: Charles Goodyear obține un brevet de invenție pentru vulcanizare, procesul de întărire a cauciucului.
- 29 iunie: În cinstea generalului Pavel Kiseleff are loc botezul oficial al șoselei și grădinii cu numele său, domnitorul Gheorghe Bibescu organizând petreceri, cu mese boerești și populare, iluminații și focuri de artificii.

### August
- 28 august: Friedrich Engels și Karl Marx se întâlnesc la Paris.

### Noiembrie
- 6 noiembrie: Republica Dominicană elaborează prima sa constituție.

### Nedatate
- septembrie: Domnitorul Gheorghe Bibescu o pune sub interdicție pe soția sa Zoe și obține divorțul, care îi permite să se căsătorească cu Marițica Văcărescu, fosta soție a spătarului Costache Ghica, fratele mai mic al fostului domnitor Alexandru D. Ghica.

## Arte, științe, literatură și filozofie
- 9 ianuarie-29 octombrie: La Iași apare revista săptămânală de cultură Propășirea sub redacția lui Mihail Kogălniceanu, Vasile Alecsandri, Ion Ghica și Petre Balș
- 22 octombrie: Intrarea în Sanctuarul Ceresc a lui Isus Cristos, conform doctrinei Bisericii Adventiste de ziua a șaptea
- martie-iulie: Se publică în revista Le Siècle romanul lui Alexandre Dumas, Cei trei muschetari
- Alexandre Dumas tatăl publică Contele de Monte-Cristo
- Friedrich Engels publică Situația clasei muncitoare din Anglia
- La Iași se joacă, în premieră, comedia lui Vasile Alecsandri Iorgu de la Sadagura
- Soeren Kierkegaard scrie Firimituri filosofice și Conceptul de angoasă

## Nașteri
- 20 februarie: Ludwig Boltzmann, fizician și matematician austriac (d. 1906)
- 6 martie: Nikolai Rimski-Korsakov, compozitor rus (d. 1908)
- 14 martie: Umberto I de Savoia (Umberto Rainerio Carlo Emanuele Giovanni Maria Ferdinando Eugenio), rege al Italiei (1878-1900), (d. 1900)
- 28 martie: Prințul Philipp de Saxa-Coburg și Gotha (d. 1921)
- 30 martie: Paul Verlaine, poet simbolist francez (d. 1896)
- 14 aprilie: Maria Immaculata de Bourbon-Două Sicilii, arhiducesă de Austria, prințesă a Ungariei, Boemiei și Toscanei (d. 1899)

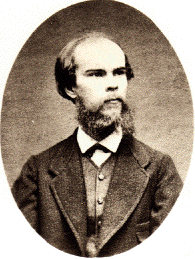
Paul Verlaine, poet francez
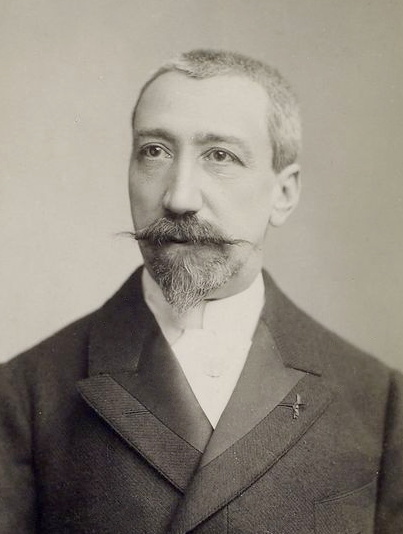
Anatole France, scriitor francez, laureat Nobel
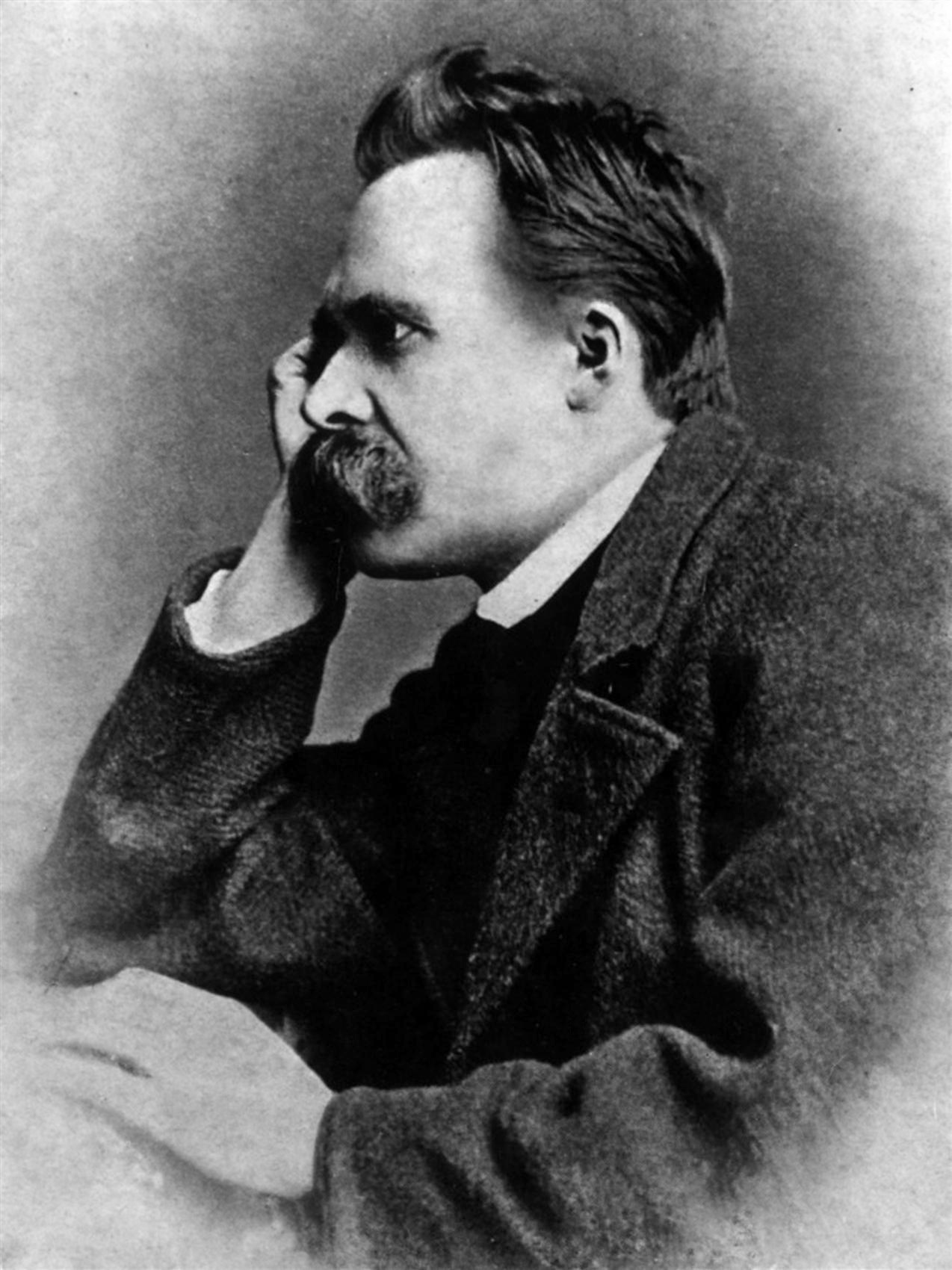
Friedrich Nietzsche, filosof german
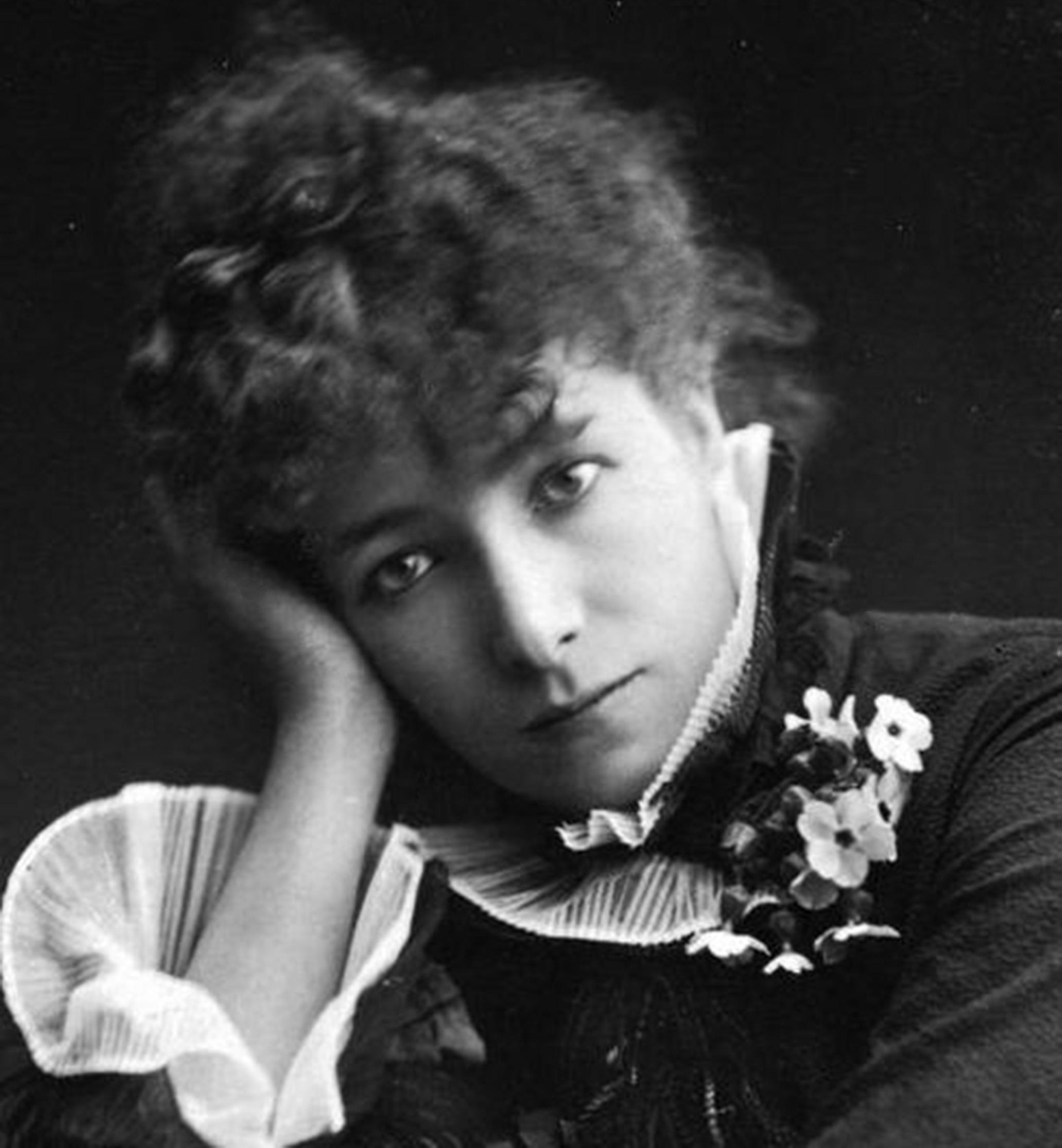
Sarah Bernhardt, actriță franceză

- 16 aprilie: Anatole France, scriitor francez, laureat al Premiului Nobel (d. 1924)
- 3 mai: Édouard Drumont, ziarist, pamfletar și scriitor francez (d. 1917)
- 21 mai: Henri Rousseau le Douanier, pictor francez (d. 1910)
- 22 mai: Mary Cassatt, artist plastic american (d. 1926)
- 2 iunie: Ducele Alexandru Petrovici de Oldenburg (d. 1932)
- 3 iunie: Detlev von Liliencron, poet și romancier german (d. 1909)
- 29 iunie: Petru I, rege al Serbiei (d. 1921)
- 12 iulie: Prințul Ferdinand, Duce de Alençon (d. 1910)
- 31 iulie: Karl Augustus, Mare Duce Ereditar de Saxa-Weimar-Eisenach (d. 1894)
- 5 august: Ilia Repin, pictor rus (d. 1930)
- 6 august: Alfred, Duce de Saxa-Coburg și Gotha, tatăl reginei Maria a României (d. 1900)
- 14 august: Prințesa Françoise de Orléans, ducesă de Chartres (d. 1925)
- 15 octombrie: Friedrich Nietzsche, filosof german (d. 1900)
- 23 octombrie: Sarah Bernhardt (n. Henriette-Rosine Bernard), actriță franceză de film și teatru (d. 1923)
- 23 octombrie: Wilhelm Leibl, pictor german (d. 1900)
- 26 octombrie: Nicolae Beldiceanu, poet și prozator român (d. 1896)
- 14 noiembrie: Constantin Daniel Stahi, artist plastic român (d. 1920)
- 25 noiembrie: Karl Benz (n. Karl Friedrich Benz), inginer german, pionier al automobilismului (d. 1929)
- 25 noiembrie: Nicolae Cena, general român (d. 1922)
- 30 noiembrie: Constantin Climescu, matematician român (d. 1926)
- 1 decembrie: Alexandra a Danemarcei, soția regelui Eduard al VII-lea al Regatului Unit (d. 1925)

### Nedatate
- Iorgu Eminovici, fratele mai mare a poetului Mihai Eminescu (d. 1873)

## Decese
- 25 ianuarie: Jean-Baptiste Drouet, conte d'Erlon, 78 ani, mareșal al Franței (n. 1765)
- 27 ianuarie: Prințesa Cecilia a Suediei, 36 ani, Mare Ducesă de Oldenburg (n. 1807)
- 29 ianuarie: Ernest I, Duce de Saxa-Coburg și Gotha (n. Ernst Anton Karl Ludwig), 60 ani (n. 1784)
- 29 ianuarie: Prințesa Luisa Carlotta a celor Două Sicilii (n. Luisa Carlota Maria Isabella), 39 ani (n. 1804)
- 31 ianuarie: Henri Gatien Bertrand, 70 ani, general francez (n. 1773)

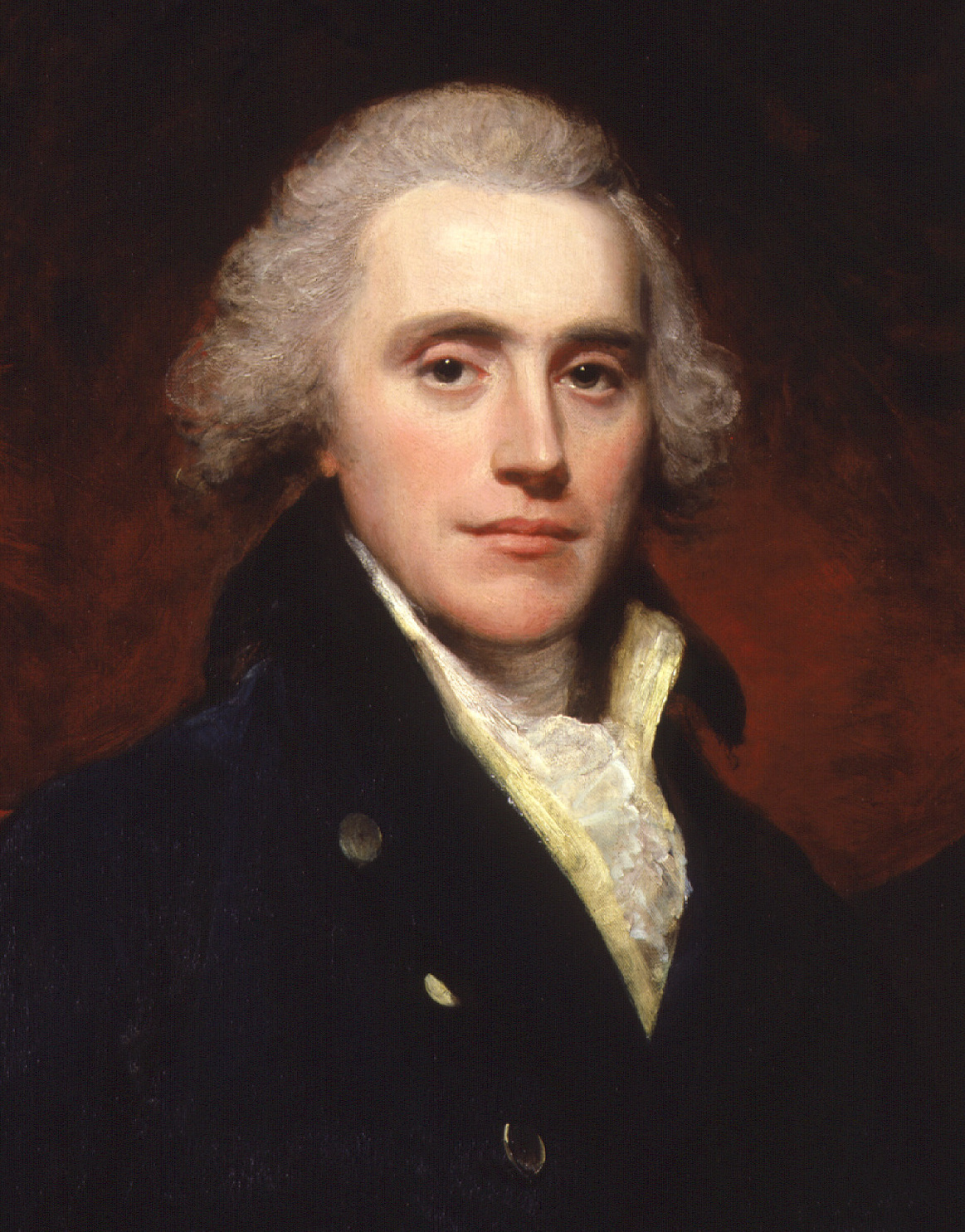
Henry Addington, prim-ministru al Regatului Unit
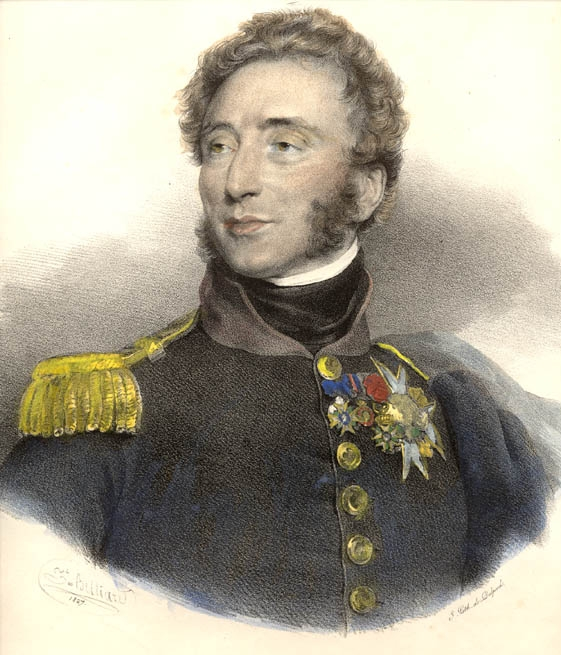
Louis-Antoine, Duce de Angoulême, rege al Franței pentru 20 de minute (disputat) și pretendent legitimist la tron
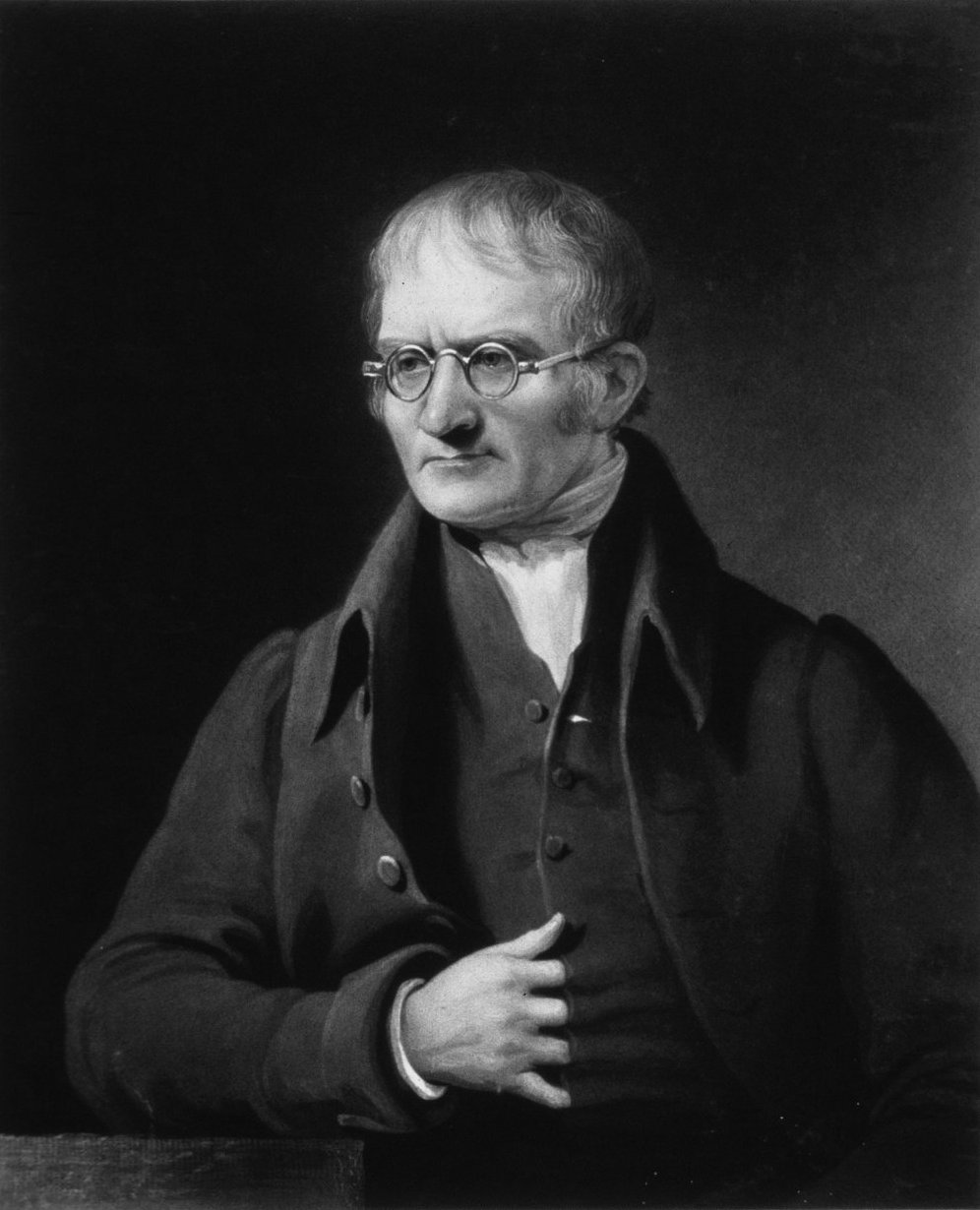
John Dalton, fizician și chimist englez
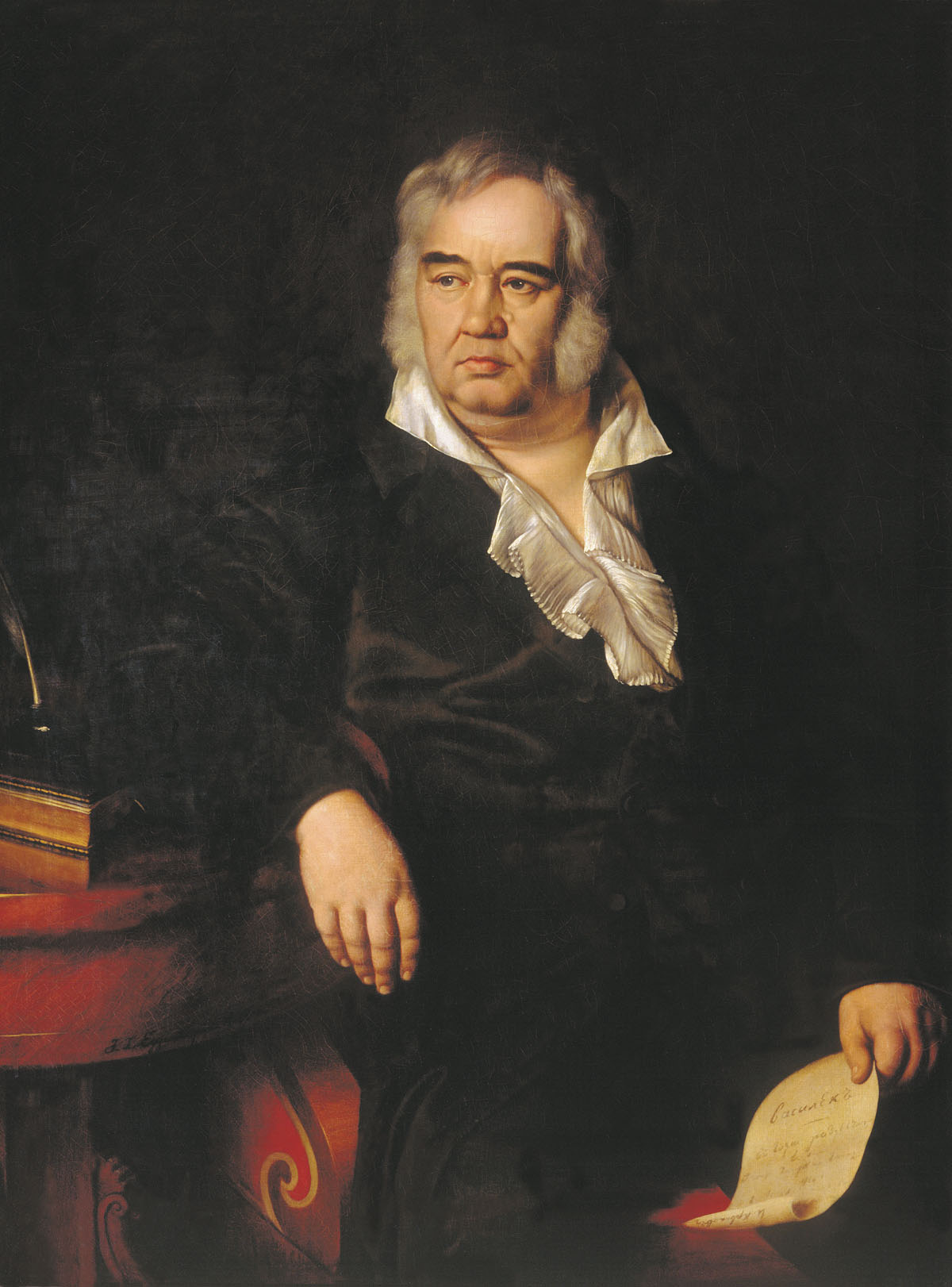
Ivan Andreevici Krîlov, fabulist rus

- 15 februarie: Henry Addington, 86 ani, politician britanic, prim-ministru al Regatului Unit (1801-1804), (n. 1757)
- 8 martie: Carol al XIV-lea Ioan al Suediei (n. Jean-Baptiste Jules), 81 ani (n. 1763)
- 20 martie: Pierre Claude Pajol, 72 ani, general francez (n. 1772)
- 6 aprilie: Frederic Franz Xaver von Hohenzollern-Hechingen, 86 ani (n. 1757)
- 3 iunie: Louis-Antoine, Duce de Angoulême, 68 ani, pretendent legitim la tronul Franței (n. 1775)
- 19 iunie: Étienne Geoffroy Saint-Hilaire, 72 ani, naturalist și zoolog francez (n. 1772)
- 27 iulie: John Dalton, 77 ani, fizician și chimist englez (n. 1766)
- 28 iulie: Joseph Bonaparte (n. Giuseppe-Napoleone Buonaparte), 76 ani, fratele lui Napoleon I și rege al Spaniei (n. 1768)
- 10 august: Marea Ducesă Alexandra Nicolaevna a Rusiei, 19 ani (n. 1825)
- 21 octombrie: Nicoloz Baratașvili, 27 ani, poet gruzin (n. 1817)
- 28 octombrie: Sándor Kisfaludy, 72 ani, scriitor maghiar (n. 1772)
- 21 noiembrie: Ivan Andreevici Krîlov, 75 ani, fabulist rus (n. 1769)